# Anthurium mariae
Anthurium mariae är en kallaväxtart som beskrevs av Thomas Bernard Croat och Lingán. Anthurium mariae ingår i släktet Anthurium och familjen kallaväxter. Inga underarter finns listade.